# Đông Hương (phường)
Đông Hương là một phường thuộc thành phố Thanh Hóa, tỉnh Thanh Hóa, Việt Nam.

## Địa lý
Phường Đông Hương nằm ở trung tâm thành phố Thanh Hóa, có vị trí địa lý:
- Phía đông giáp phường Đông Hải
- Phía tây giáp các phường Lam Sơn và Trường Thi
- Phía nam giáp phường Đông Sơn
- Phía bắc giáp phường Nam Ngạn.

Phường Đông Hương có diện tích tự nhiên 3,48 km².
Phía tây địa bàn phường có sông Cốc chảy qua (thuộc hệ thống sông Nhà Lê).

### Dân cư
Tính đến ngày 31/12/2022, phường Đông Hương có quy mô dân số là 19.465 người (bao gồm dân số thường trú là 17.276 người, dân số tạm trú quy đổi là 2.189 người), mật độ dân số đạt 5.593 người/km².
Theo Tổng điều tra dân số và nhà ở năm 2019, phường Đông Hương có dân số là 15.685 người. Mật độ dân số đạt 4.507 người/km².
Dân số năm 2012 là 17.000 người, mật độ dân số đạt 4.972 người/km².
Dân số năm 2009 là 12.155 người, mật độ dân số đạt 3.607 người/km².
Dân số năm 1999 là 10.399 người, mật độ dân số đạt 3.086 người/km².

## Lịch sử
Đông Hương trước đây vốn là một xã thuộc huyện Đông Sơn.
Đến tháng 10 năm 1953, chia xã Đông Hương thành 2 xã Đông Hương và Đông Hải (thuộc huyện Đông Sơn).
Ngày 28 tháng 8 năm 1971, Thủ tướng Chính phủ ra Nghị quyết số 226/TTg. Theo đó, sáp nhập xã Đông Hương vào thị xã Thanh Hóa.
Ngày 19 tháng 8 năm 2013, thành lập phường Đông Hương thuộc thành phố Thanh Hóa trên cơ sở toàn bộ diện tích tự nhiên và dân số của xã Đông Hương.

## Hạ tầng
Phường Đông Hương là nơi tập trung nhiều trụ sở của các cơ quan hành chính, bệnh viện, khách sạn,... của thành phố và của tỉnh.
Các tuyến đường chính trên địa bàn phường gồm: đại lộ Lê Lợi, Hàm Nghi, Phú Cốc, đại lộ Hùng Vương, Nguyễn Tĩnh, Nguyễn Hiệu, Lê Lai, Lý Nam Đế, Bùi Khắc Nhất, Nguyễn Duy Hiệu,...

## Di tích
- Đình Giáp Bắc: Di tích lịch sử – văn hoá cấp tỉnh.[10]
- Nghè Cả: Di tích lịch sử – văn hoá cấp tỉnh.[11]